# 一柳末昆
一柳 末昆（ひとつやなぎ すえひで）は、江戸時代中期の大名。播磨国小野藩4代藩主。

## 生涯
元禄12年（1699年）、小野藩嗣子一柳直昌の長男として誕生。元禄14年（1701年）に父は死去。
父は小野藩主一柳末礼の弟で、その養嗣子となっていた。このため、正徳元年（1711年）6月6日に末昆が末礼の嫡孫となった。正徳2年（1712年）4月5日、末礼の死去により14歳で跡を継いだ。同年4月15日、6代将軍徳川家宣に初謁。正徳3年（1713年）3月7日、従五位下対馬守に叙任する。享保3年（1718年）4月15日、初入国の許可を得る。享保10年（1725年）、土佐守に遷る。
駿府加番を務めた。
元文2年（1737年）8月12日死去、享年39。墓所は東京都渋谷区広尾の祥雲寺。跡を長男・末栄が継いだ。